# 山梨中央銀行
株式会社山梨中央銀行（やまなしちゅうおうぎんこう、英: The Yamanashi Chuo Bank,Ltd.）は、山梨県甲府市に本店を置く、県内唯一の地方銀行である。店舗は東京都や神奈川県にも展開している。

## 経営
福岡中央銀行・静岡中央銀行と共に、銀行の中で「中央」の名称が使用されている、全国に3行しかない銀行のうちの1行である。福岡中央銀行と静岡中央銀行は、いずれも相互銀行から普通銀行に転換した第二地方銀行であり、旧名がそれぞれ福岡相互銀行と静岡相互銀行であったため、そのまま「相互」をとった場合、既存の福岡銀行と静岡銀行との名称が同一になるため、それらとの区別のため「中央」を名称に含んだものであるが、山梨中央銀行は当初から普通銀行であり、1941年から山梨中央銀行の行名である。
なお、「山梨銀行」は、静岡県にあったもの（1882年（明治15年）設立、1893年（明治26年）廃業）、および山梨県内にあったもの（1900年（明治33年）設立、1928年（昭和3年）有信銀行に買収）があるが、山梨中央銀行と山梨銀行が同時期に存在したことはない。

### 他行との関係
県内他行・他業態
山梨県に本店を置く唯一の地方銀行。同県内の他業態の地域金融機関としては、信用金庫（山梨信用金庫、甲府信用金庫）や信用組合（山梨県民信用組合、都留信用組合）がある。
地銀
2006年（平成18年）11月2日、金融庁が一時国有化された足利銀行の受け皿（スポンサー）候補の公募した際、 日興シティグループ証券が主幹事となり、横浜銀行・東邦銀行・山梨中央銀行および火曜会参加行（千葉銀行・常陽銀行・八十二銀行）を中心とした地銀と、日本生命保険、東京海上日動の出資で設立する持株会社（「地銀連合」）が応募した。最終的に足利銀行の受け皿は野村ホールディングスのベンチャーキャピタルを中心とした投資グループの出資で設立する持株会社となり、2008年（平成20年）7月に特別危機管理体制から解放された。
2018年（平成30年）10月17日、富士山周辺の観光振興で横浜銀行、静岡銀行と連携協定を結んだ。
2020年（令和2年）10月29日、静岡銀行と店舗や事務の共同化を盛り込んだ業務提携（静岡・山梨アライアンス）を締結。
2025年（令和7年）3月27日、静岡銀行と八十二銀行を交えた業務提携（富士山・アルプス アライアンス）を締結。

### 海外展開
海外事務所として、香港に駐在員事務所を置いたが、静岡銀行との包括業務提携に基づく取り組みの一環として、2020年7月をめどに行員1人を静岡銀行香港支店に派遣し、香港駐在員事務所を閉鎖することを発表。

## 沿革
- 1874年（明治7年） - 興益社設立。

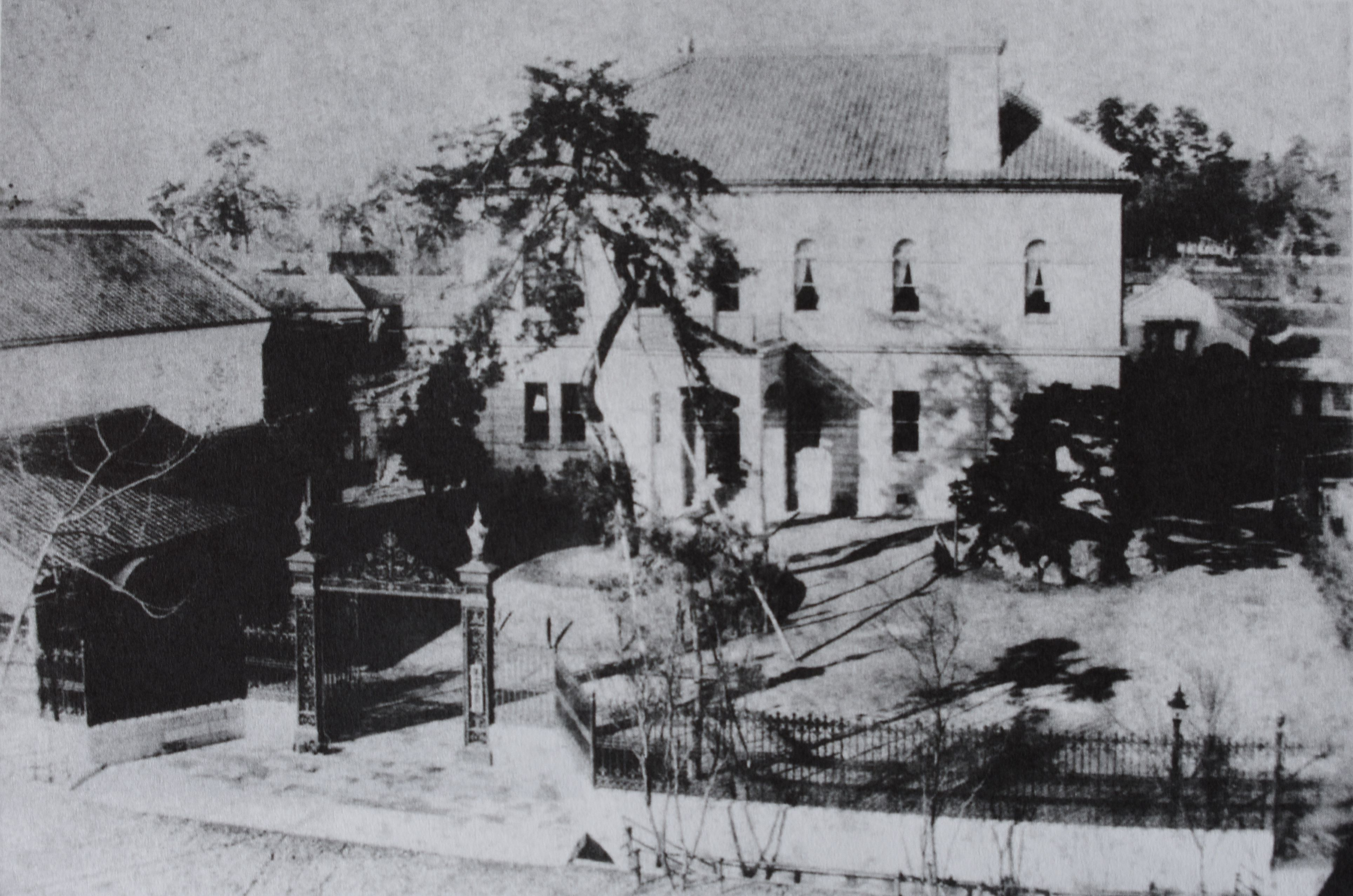
明治21年（1888年）頃の「第十銀行」

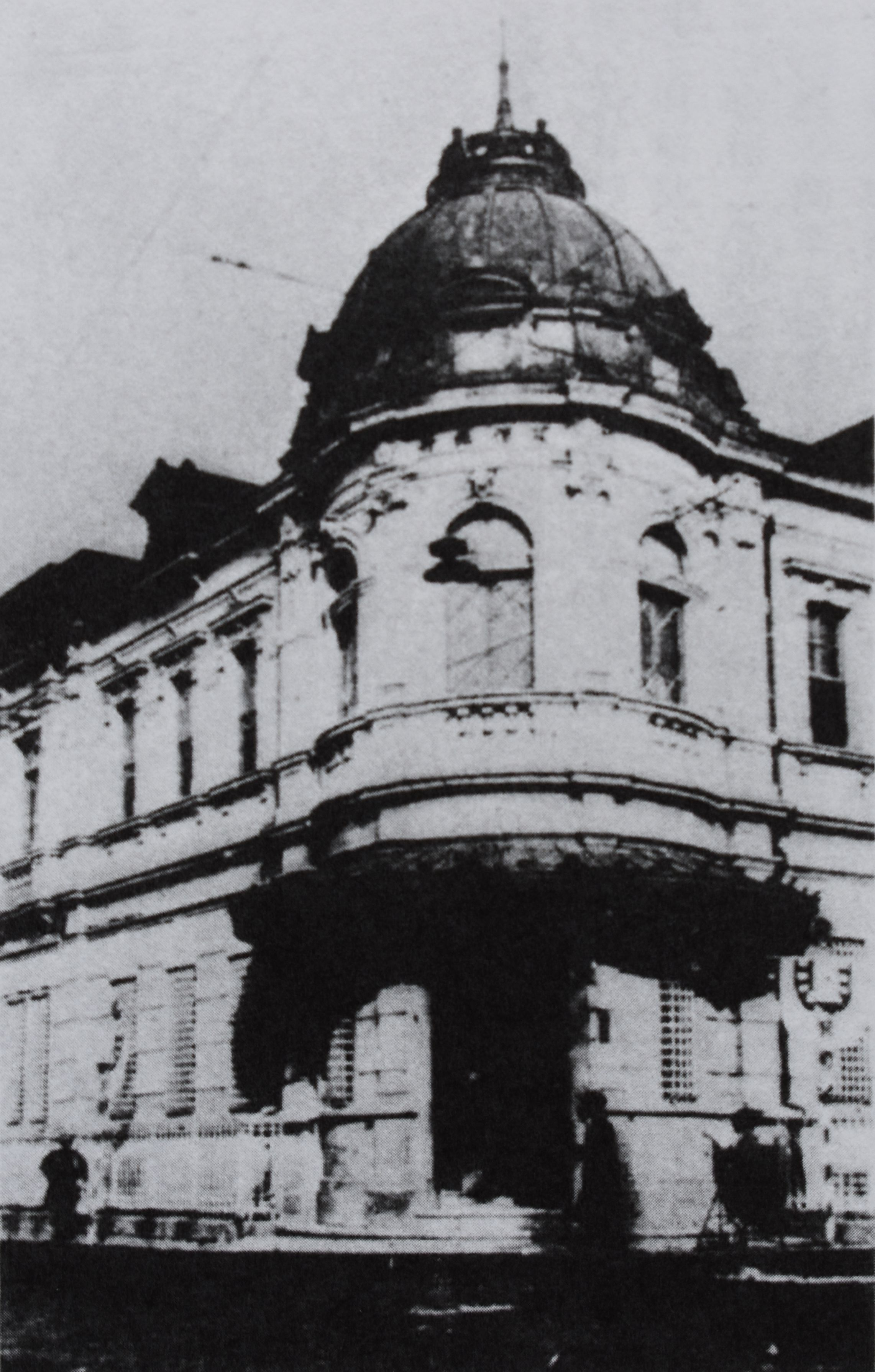
明治41年（1908年）頃の「有信銀行」

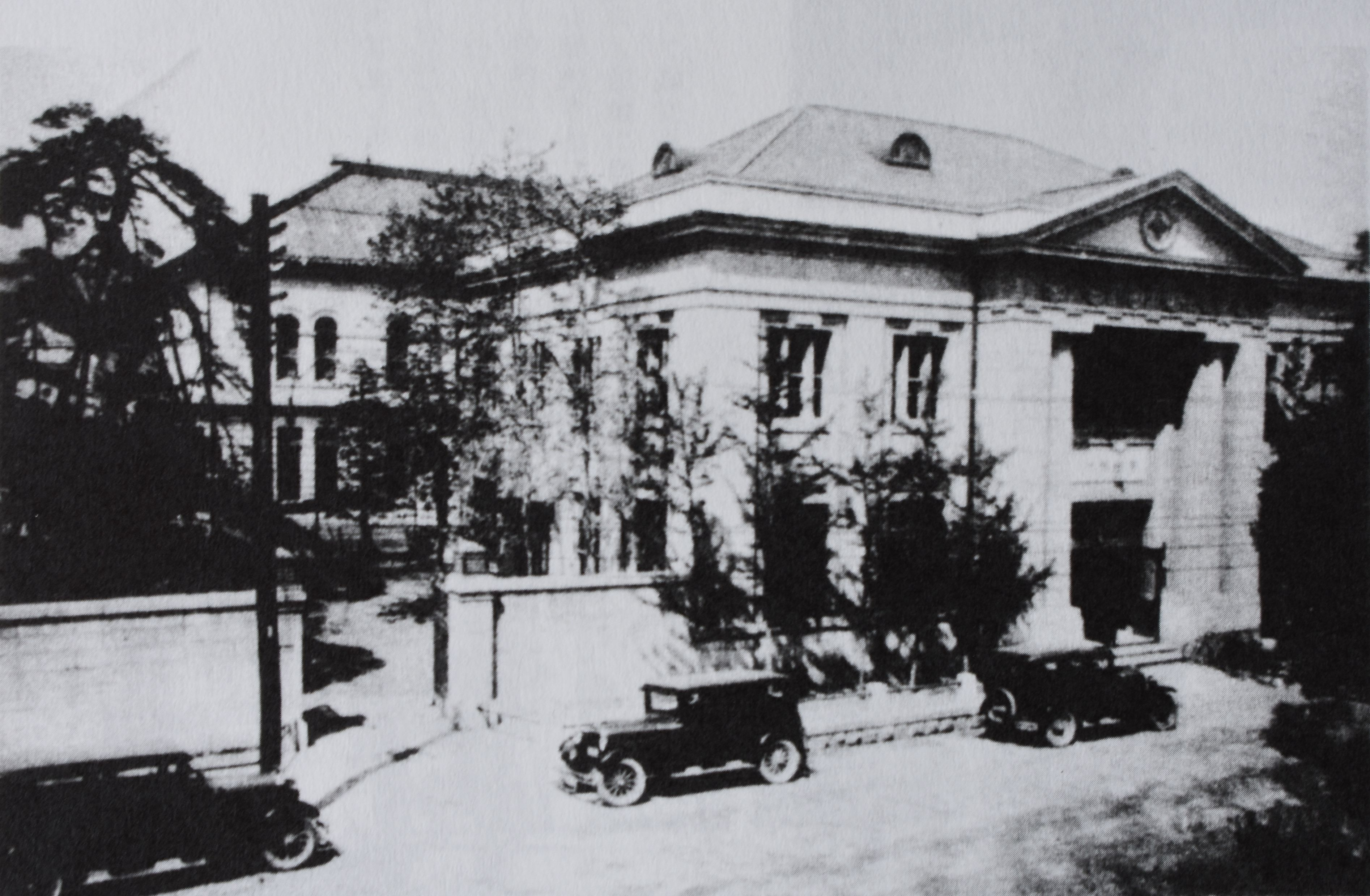
昭和初期頃の「第十銀行」

- 1877年（明治10年）4月15日 - 興益社を母体として、第十国立銀行が設立される[12]。
- 1897年（明治30年）1月1日 - 普通銀行に転換、株式会社第十銀行に改組。
- 1937年（昭和12年）12月1日 - 有信銀行が甲陽銀行、小淵銀行、上野原銀行、石和銀行、盛業銀行を合併[13]。
- 1941年（昭和16年）12月1日 - 有信銀行と合併、新たに株式会社山梨中央銀行が設立される[12]。
- 1969年（昭和44年）11月17日 - 現本店竣工。
- 1972年（昭和47年）10月2日 - 東京証券取引所市場第二部に上場。
- 1973年（昭和48年）8月1日 - 東京証券取引所市場第一部に指定（証券コードは8360）[12]。
- 1977年（昭和52年） - 創業100周年。
- 1986年（昭和61年） - 山梨中央保証設立。
- 1987年（昭和62年） - 山梨中銀リース設立。
- 1989年（平成元年）1月10日 - 本店別館竣工[12]。
- 1991年（平成3年） - ディーシーカードと共同で山梨中銀ディーシーカードを設立。
- 1992年（平成4年） - 山梨中銀金融資料館をオープン。
- 1993年（平成5年）
  - 5月18日 - 香港駐在員事務所開設[12]。
  - 7月2日 - 山梨中銀ビジネスサービスを設立。
- 1996年（平成8年） - 山梨中銀キャピタル（現・山梨中銀経営コンサルティング）を設立。
- 2007年（平成19年）7月 - 八王子支店内に西東京推進部を開設[14]。
- 2010年（平成22年）3月31日 - 山梨中銀ビジネスサービスを解散[12]。
- 2011年（平成23年）1月3日 - 勘定系システムを日本ユニシス（現・BIPROGY）製「BankVision」へ移行[15][16]。
- 2012年（平成24年）5月17日 - 橋本法人営業所を相模原支店として昇格。

## 関係会社

### 連結子会社
- 山梨中央保証株式会社
- 山梨中銀リース株式会社
- 山梨中銀ディーシーカード株式会社
- 山梨中銀経営コンサルティング株式会社

## 営業政策

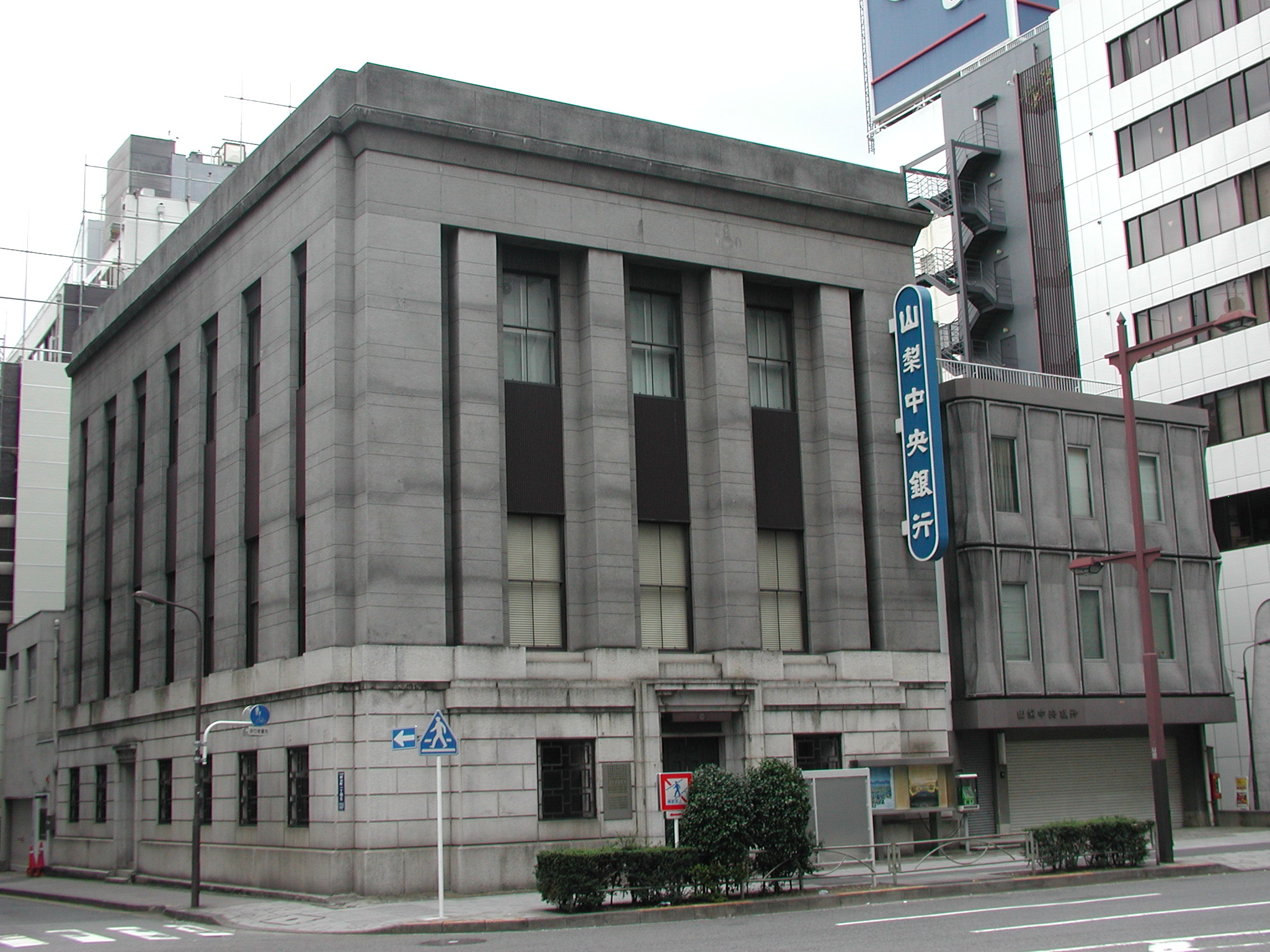
東京支店（2003年に千代田区景観まちづくり重要物件に指定されている。）

### 店舗展開
地元山梨県内には多数の支店を開設する上、東京都西部を準地盤としてとらえ、八王子支店に西東京推進部を設置するほか、都西部には13か店を構えている。また、橋本法人営業所の相模原支店への昇格など神奈川県内での基盤拡充にも努めている。

### 地方公共団体との取引
山梨県や甲府市などの指定金融機関を受託している。

### 法人営業
上述のとおり、東京都西部には山梨県から進出した企業も多く、それらの企業を足がかりとして個人ローンと並行して東京都西部の事業所への融資拡大を進めている。

### 現金自動預け払い機（ATM）
自行ATM
設置場所は自行本支店のほか県内各市町村の役所や役場、オギノに設置されていることが多い。また、病院や企業の敷地内に設置されているケースもある。
他行ATM
ゆうちょ銀行や都市銀行、全国地方銀行協会に加盟している地方銀行のATMからの現金預入れや引き出しはできるが、受けられないサービスもある。
2021年（令和3年）10月1日より静岡銀行とATMの相互利用が無料になることが発表されている。
コンビニATM
セブン銀行の提携は、2006年（平成18年）1月23日から県内全域のセブン-イレブンおよびイトーヨーカ堂内に設置されているATMでサービスを開始した。また、2008年11月17日にはイーネット・ローソンATM（LANs）にも提携を始め、イーネットについては従来は都市銀行が管理していた10機のATMを移管。提携の段階で県内のローソンに設置されていなかったローソンATMについても順次設置され、2009年（平成21年）8月10日にサービスが開始された。その後、2011年（平成23年）6月22日には、山梨中央銀行はイオン銀行とのATM相互提携を開始し、これで全てのコンビニATMと提携したことになる。
その他
2010年（平成22年）2月22日より、同行ATMにおける、山梨県民信用組合のキャッシュカードによる引出手数料無料提携（片提携）を開始している。更に、同行を含むきらぼし銀行、横浜銀行、武蔵野銀行、筑波銀行、千葉銀行、千葉興業銀行、常陽銀行の地方銀行8銀行のキャッシュカードで、山梨中銀ATMを利用する際に掛かる現金自動払出機利用手数料の一部無料化及びカード扱での振込手数料の優遇を2012年（平成24年）4月2日より開始している。

## 情報処理システム
- 勘定系システム - 2011年（平成23年）1月3日、日本ユニシス（現・BIPROGY）製オープン勘定系パッケージである「BankVision」に移行した[15][16]。
- 融資・営業支援システム - 鹿児島銀行が開発にあたった共同利用型KeyManを導入している[21][22]。

## 実業団
実業団チームとして山梨中央銀行女子バレーボール部が活動している。

## その他
- 1966年（昭和41年）に「甲府市の歌」が制定された際、当行がソノシート2万枚を寄贈し市内の全世帯に配布された。
- 裁判員制度において行員が裁判員に選ばれた場合は有給休暇取得を認めている。
- 2011年（平成23年）3月1日から5年契約で、山梨県小瀬スポーツ公園陸上競技場の施設命名権（ネーミングライツ）を取得。山梨中銀スタジアムと命名した[23]。2016年（平成28年）3月に5年契約を更新し、2021年（令和3年）2月末までこの愛称が使われていた[24]。
- ヴァンフォーレ甲府 （Jリーグ）のユニフォーム（袖）に「山梨中央銀行」のロゴで2015年シーズンよりスポンサーとなる。
- フジテレビ、テレビ朝日において、スポットCMを出稿する場合もある。
- 同県出身の卓球選手の平野美宇をスポンサーとして支援しており、同行のCMにも起用している。